# Malowany ptak (powieść)
Malowany ptak (ang. The Painted Bird) – najbardziej znana powieść Jerzego Kosińskiego wydana po raz pierwszy w 1965 r. w Stanach Zjednoczonych w języku angielskim. Przedstawia świat widziany oczyma bezimiennego młodego chłopca, „uważanego za cygańskiego lub żydowskiego przybłędę”, który samotnie błąka się między wsiami i miasteczkami rozsianymi po Europie Wschodniej podczas II wojny światowej. Początkowo została uznana za arcydzieło literatury o Holokauście i była obecna w Stanach Zjednoczonych w programach nauczania szkół średnich i na studiach, po wyjściu na jaw oszustwa i kłamstw Kosińskiego prawie całkowicie zniknęła z kanonu literatury o zagładzie Żydów.

## Główne tematy
Książka przedstawia tułającego się w czasie okupacji niemieckiej chłopca i jego przejścia z mieszkańcami, głównie wsi, uwikłanymi w różne formy dewiacji seksualnych i społecznych, takich jak kazirodztwo, zoofilia czy gwałt oraz inne rodzaje skrajnej przemocy rozbudzającej pożądanie. Autor powieści opisuje przeżyte okropności: zniewolenia, biczowania, tortur, wykorzystywania seksualnego, bestialstwa, kazirodztwa, nekrofilii, rozczłonkowania, spalenia, zgniecenia gałki ocznej, masowego mordu. W pewnym momencie chłopiec prawie topi się w szambie, w innym prawie umiera pod lodem zamarzniętej rzeki. Upuszczony przez niego mszał w kościele, gdzie jest ministrantem w kościele katolickim i ostra reakcja księdza pozbawia go zdolności mówienia.
Praktycznie każdy, kogo spotyka, rządzi się najbardziej prymitywnymi przesądami i zwierzęcą pasją. Chłopiec jest doprowadzony na skraj szaleństwa. Zostaje uratowany przez Armię Czerwoną, by następnie trafić do sierocińca dla obłąkanych i rozpocząć powojenne życie, do którego nie potrafi się przystosować.
Tytuł powieści został zaczerpnięty z przedstawionego w niej fikcyjnego epizodu. Gdy chłopiec towarzyszy w polowaniu zawodowemu myśliwemu, zauważa, jak mężczyzna maluje jednego ze schwytanych ptaków na kilka kolorów, po czym uwalnia go, by ten odleciał poszukać stada swojego gatunku. Gdy jednak zbliża się do grupy, zostaje potraktowany jak intruz. Stado zaciekle atakuje go, aż w końcu martwy ptak upada na ziemię.

## Treść
Akcja Malowanego ptaka dzieje się podczas II wojny światowej i jest przedstawiana z perspektywy chłopca uważanego za żydowskiego, a częściej cygańskiego przybłędę, który walczy o przeżycie w czasach chaosu. Jego rodzice ukrywają się przed nazistami, podczas gdy on samotnie mieszka na wsi ze starszą kobietą. Po jej śmierci zmuszony jest sam zadbać o siebie. Dociera do innej miejscowości, której mieszkańcy wydają go Niemcom. Ucieka i udaje się do następnej wsi, gdzie widzi Żydów i Romów wysyłanych do obozów koncentracyjnych. W tym momencie Kosiński wtrąca społeczny komentarz, opisując przekonanie chłopca, że posiadanie jasnych włosów i niebieskich oczu gwarantuje przychylność Boga. Autor podsumowuje przywodzący na myśl obrazy Boscha świat wstrząsających okrucieństw, w którym bezsensowna przemoc i niepohamowana nienawiść są czymś normalnym. W pozostałej części powieści chłopiec doświadcza licznych aktów przemocy i okrucieństwa. Wędruje od jednej do drugiej wsi, często prześladowany i torturowany, rzadko otrzymujący opiekę i schronienie. Dopiero na samym końcu powieści odnajdują go rodzice i chłopiec odzyskuje mowę.
Treść powieści może być interpretowana na kilka sposobów: realistycznie przez pryzmat biografii autora jako dokument czy świadectwo przeżyć w czasie wojny i okupacji, jak robiono to początkowo, tym bardziej że sam Kosiński długo nie zaprzeczał takiej interpretacji albo jako opowiadanie o barbarzyństwie i odrzuceniu, ukazujące pewne mechanizmy będące konsekwencją wojny.

## Odbiór
Książka zdobyła nagrody i została przetłumaczona na ponad 30 języków. Dzięki tej książce Kosiński stał się medialnym „gwiazdorem”. Od momentu wydania w 1965 roku do 1989 roku książka została przetłumaczona na dwadzieścia języków i wydana w ponad trzydziestu krajach. Została opublikowana w milionach egzemplarzy i sprawiła, że Jerzy Kosiński stał się sławny. W Stanach Zjednoczonych, gdzie Kosiński był postrzegany jako ofiara Holokaustu, w szkołach średnich i na uczelniach książka była zalecaną lekturą z dziedziny zagłady Żydów. Malowany ptak został uhonorowany m.in. nagrodą Le Prix du Meilleur Livre Etranger przyznawaną we Francji za najlepszą obcojęzyczną powieść beletrystyczną. Pozycję uznanego i sławnego pisarza zachwiały dopiero oskarżenia o plagiat.

### Odbiór w Polsce
Malowany ptak został po raz pierwszy wydany w Polsce w Warszawie w 1989 roku przez Wydawnictwo „Czytelnik” w nakładzie 100 000 egzemplarzy. Przekładu z języka angielskiego na język polski dokonał Tomasz Mirkowicz. Okładkę i kartę tytułową zaprojektował Jan Bokiewicz. W tym samym roku Kosiński, po 30 latach nieobecności, przebywał w Polsce i podpisywał egzemplarze Malowanego ptaka czytelnikom w księgarni firmowej Wydawnictwa „Czytelnik”, mieszczącej się przy ulicy Wiejskiej w Warszawie. Autograf od pisarza otrzymało wtedy ponad 1000 osób. 22 kwietnia był także gościem w studiu Dziennika Telewizyjnego i udzielił krótkiego wywiadu, podczas którego pochlebnie wyraził się o polskim przekładzie oraz stwierdził, że „Dzieciństwo jest uniwersalne, każdy z nas kiedyś był dzieckiem, seksualność dla dziecka jest typem gwałtu w jakimś sensie, pomnożona przez wojnę, przez okupację w Europie Centralnej, nie ma kwestii, być może w Polsce, być może w innym miejscu. Dziecko być może Żydem, być może Cyganem, być może chrześcijaninem, które po prostu wygląda na Żyda czy na Cygana. Było naturalną metaforą na przekazanie stanu nieprawdopodobnego zagrożenia”. Opinie krytyków na temat powieści są podzielone, a książka w recenzjach najczęściej określana jest jako kontrowersyjna. W opinii jednych osób Malowany ptak jest arcydziełem i parabolą ludzkiego losu, podczas gdy w opinii innych Malowany ptak jest antypolski, a sam autor jest mistyfikatorem.

## Kontrowersje dotyczące autorstwa
Według Eliota Weinbergera, współczesnego amerykańskiego pisarza, eseisty, redaktora i tłumacza, Kosiński nie jest autorem książki. W swojej kolekcji Karmic Traces stwierdza, że w czasie powstawania powieści znajomość angielskiego była u Kosińskiego niewielka. M.A. Orthofer odniósł się do stwierdzenia Weinbergera mówiąc: „Kosiński był pod wieloma względami oszustem – prawdopodobnie niemal tak autentycznym, jak Weinberger mógłby sobie tego życzyć (jedną z cech najlepszych oszustów jest to tlące się przypuszczenie, że być może, stoi za nimi jakaś autentyczność – tak jak w przypadku Kosińskiego). Był znany ze swojego zamiłowania do udawania kogoś, kim nie był (tak jak robi to wielu bohaterów jego książek), od czasu do czasu publikował pod pseudonimem i, najwyraźniej, popełniał plagiaty i fałszował na prawo i lewo”.
W czerwcu 1982 „Village Voice” w swoim artykule oskarżyło Kosińskiego o popełnienie plagiatu, twierdząc, że wiele jego prac pochodzi ze źródeł polskich, nieznanych angielskim czytelnikom (np. Wystarczy być bardzo przypomina Karierę Nikodema Dyzmy, polski bestseller z 1932 autorstwa Tadeusza Dołęgi-Mostowicza). Autor tekstu uważał również, że Malowany ptak został w rzeczywistości napisany przez autorów-widma, uzasadniając to wyraźnymi różnicami stylu pomiędzy jego powieściami. George Reavey, nowojorski poeta, wydawca i tłumacz, który według Jamesa Sloana, amerykańskiego biografa Kosińskiego, twierdził, że to on napisał Malowanego ptaka, lecz jego pretensje zostały zignorowane przez prasę.
Artykuł w „The Village Voice” przedstawiał inny obraz życia Kosińskiego podczas Holocaustu – wersję, która została później poparta przez Joannę Siedlecką, polską autorkę biografii Kosińskiego. „The Village Voice” opublikował artykuł ujawniający, że Malowany ptak nie odzwierciedla autentycznych doświadczeń Kosińskiego, opartych na autobiografii.

## Adaptacja filmowa
W maju 2010 Václav Marhoul ogłosił, że nabył prawa do filmowej adaptacji powieści Malowany ptak Jerzego Kosińskiego. W 2013 r. podczas Międzynarodowego Festiwalu Filmowego w Cannes za adaptację książki otrzymał Specjalne Wyróżnienie Nagrody ScripTeast im. Krzysztofa Kieślowskiego za scenariusz. W uzasadnieniu werdyktu czytamy: Podjęty z determinacją przez scenarzystę niezwykle trudny i ambitny projekt, przyniósł w efekcie fascynujący i poruszający scenariusz, który może doprowadzić do powstania wstrząsającego i poruszającego wyobraźnię filmu. 23 marca 2017 r. rozpoczęły się zdjęcia do filmu Malowany ptak, który powstał w koprodukcji czesko-słowacko-ukraińskiej. Polska odmówiła udziału przy jego produkcji. Premiera odbyła się 3 września 2019 r.

## Inspiracje muzyczne
Powieść stała się inspiracją m.in. dla zespołu Siouxsie and the Banshees, który w 1982 napisał piosenkę zatytułowaną „Painted Bird” zamieszczoną w albumie A Kiss in the Dreamhouse.

## W teatrze
W Polsce spektakl „Malowany ptak” na podstawie powieści zrealizowali, Maja Kleczewska i Łukasz Chotkowski w koprodukcji Teatru Polskiego w Poznaniu i Teatru Żydowskiego w Warszawie.

## Demistyfikacja
Pierwsze wydanie książki zostało oznaczone jako fikcja, pomimo tego wielu czytelników i recenzentów podejrzewało lub zakładało, że była utworem autobiograficznym. W tym przeświadczeniu w niemałym stopniu wspierał ich sam autor, który przez lata opowiadał podczas przyjęć o swoich dziwacznych i przerażających doświadczeniach z dzieciństwa, gdy walczył o samodzielne przetrwanie w czasie wojny, w wywiadach i artykułach wysuwał tezy na temat nieuniknionego przeplatania się fikcji i autobiografii. Matka Kosińskiego potwierdziła utrzymywaną przez niego wersję wydarzeń, wedle której był on podczas wojny oddzielony od rodziców. Podczas wywiadu telewizyjnego w 1968 roku Kosiński powiedział, że to, co spotkało go w czasie wojny, było gorsze od tego, co spotkało chłopca z Malowanego ptaka, co nie było zgodne z prawdą. Natomiast podczas wywiadu, który przeprowadził z nim Elie Wiesel dla The New York Times, powiedział, że nie był Żydem, co nie pokrywało się z stanem faktycznym. W rzeczywistości Jerzy Kosiński spędził lata wojny razem z rodzicami, a nie jako porzucone dziecko.
Joanna Siedlecka, po publikacjach, które ukazały się m.in. w „Polityce”, w nr 224/1982 i 10/1983, w których zostały wydrukowane listy Andrzeja Migdałka i Adama Latawca, opisujące lata okupacji spędzone z Kosińskimi,  pojechała do Dąbrowy Rzeczyckiej, w której to w czasie II wojny przebywał mały Jerzy Kosiński wraz z rodzicami. Odnalazła ludzi, którzy pomogli rodzinie – jak mówili – „Kusińskich” przeżyć: ks. Eugeniusza Okonia, który załatwił rodzinie katolickie dokumenty na nazwisko Kosiński, znalazł mieszkanie w baraku mieszkalnym w Dąbrowie Rzeczyckiej u Andrzeja Warchoła, oraz innych mieszkańców, którzy wciągnęli ojca Kosińskiego, czyli „profesora Kusińskiego” – jak o nim mówili, do pracy w niemieckim punkcie skupu. Rodzina Kosińskich mieszkała w Dąbrowie Rzeczyckiej, zaś do kościoła chodzili w Woli Rzeczyckiej. Jak opowiadali świadkowie: „Kępa Rzeczycka ich żywiła, Rzeczyca Okrągła przechowywała podczas akcji i obław, Rzeczyca Długa milczała jak wszyscy”.
Siedlecka, na podstawie rozmów z wieloma świadkami w swoim opracowaniu Czarny ptasior, udowodniła, że mały Jurek Kosiński nie błąkał się samotnie po polskich wsiach, nie rozłączył się z rodzicami i nie stracił mowy na skutek bestialstwa półdzikich zwyrodnialców okolicznych miejscowości, gdzie przebywał w czasie wojny, jak miało to miejsce w przypadku bohatera Malowanego ptaka. Państwo Kosińscy i ich syn Jerzy przetrwali szczęśliwie czas okupacji, dzięki mieszkańcom okolicznych wsi, którzy zostali później zniesławieni w Malowanym ptaku. Jerzy Kosiński nigdy też nie zaoferował przeprosin ani wycofania oszczerstw, chociaż w niektórych wypowiedziach mówił o pojednaniu między Żydami i Polakami.
Zebrane przez Siedlecką fakty potwierdził m.in. w 1996 roku J. P. Sloan, który przyjechał do Dąbrowy Rzeczyckiej i rozmawiał z bohaterami Czarnego ptasiora, o czym napisał później w swojej biografii Kosińskiego, oraz w artykule opublikowanym w „The New Yorker”.
Sam Jerzy Kosiński, najprawdopodobniej obawiając się możliwych procesów sądowych o oszczerstwo w przypadku, gdyby brutalny obraz chłopstwa z Malowanego ptaka został powiązany z ludźmi, których znał w Polsce, a którzy z kolei znali jego, oraz obawiając się możliwych oskarżeń o fałszowanie faktów dotyczących stosunków polsko-żydowskich w czasie zagłady, już w 1965 roku napisał esej Notes of the Author on The Painted Bird, wydrukował na własny koszt i rutynowo wysyłał do wszystkich potencjalnych recenzentów jego książki, powołując się w nim, że w książce mogła zostać przedstawiona wizja siebie jako dziecka, a nie powrót do czasów dzieciństwa czy jego lustracja, zaś miejsce i sceneria również mogły być metaforyczne.

„Malowany ptak” – po książce Siedleckiej i biografii Kosińskiego Sloana – nie jest już dziś traktowany jako dokument Zagłady. Nie jest wstrząsającą powieścią z elementami autobiografii, ani nawet „autofikcją”. Zderzony przez Siedlecką z relacjami świadków stał się przede wszystkim przykładem literackiej mistyfikacji, jak daleko można się posunąć w kreowaniu własnej biografii. A „Czarny ptasior” – jak pisał przy okazji pierwszego wydania Jacek Leociak – to rzecz o granicach moralnej odpowiedzialności w kreowaniu własnej biografii.